# Позор (фильм, 1988)
«Позор» (англ. Shame) — кинофильм Стива Джодрелла (англ. Steve Jodrell).

## Сюжет
Адвокат-путушественница Аста Кэдэлл останавливается в маленьком западном городке австралийской глубинки. Сломанный мотоцикл заставляет её просить помощи в ближайшем доме. Незадолго до этого сын влиятельных в городе людей изнасиловал дочь хозяина этого дома. Аста настаивает на обвинении насильника, но местное население не хочет раскрывать преступление…

## В ролях
- Деборра-Ли Фёрнесс — Аста Кэдэлл
- Билл МакКласки — Росс
- Эллисон Тейлор — Пенни
- Тони Бэрри — Тим Кёртис
- Симона Бьюкэнэн — Лиззи Кёртис
- Джиллиан Джонс — Тина Фаррел
- Маргарет Форд — Норма Кёртис
- Дэвид Франклин — Дэнни Фиск
- Фил Дин — Гэри